# Tenango del Aire (kommun)
Tenango del Aire är en kommun i Mexiko.   Den ligger i delstaten Mexiko, i den sydöstra delen av landet, 40 km sydost om huvudstaden Mexico City.
Följande samhällen finns i Tenango del Aire:
- Tenango del Aire
- Santiago Tepopula
- San Juan Coxtocan